# ブギス族
ブギス族（Bugis）はインドネシアのスラウェシ島南西に居住する民族。現地のブギス語ではウギ（Ugi）と呼称される。同島南端のマカッサル族とは言語的・文化的な親和関係にあり、包括してブギス・マカッサル族とも呼称される。

## 言語
オーストロネシア語族に属し、インドネシア語派のブギス語を解する。発声などはマカッサル語に近く、双方とも南インド起源の文字を使用する。

## 社会
従来は焼畑耕作を行う民族であったが、近年は水稲耕作が主流となっている。トウモロコシ、バナナの栽培などを営むほか、チョウジやココヤシのプランテーションにも従事している。沿岸部では漁撈や漁業も行われており、エビやサバヒーの養殖などが行われる。
歴史的には14世紀前後より確認されており、ルウ王国、ボネ王国、ワジョ王国などを建国した。元来はヒンドゥー教が信仰されていたが、17世紀に入るとイスラム教の流入により宗教対立が発生した。また、航海術、造船術に優れており、東南アジアにおける海賊活動が盛んに行われた。その影響範囲はオーストラリア北岸、ニューギニア、東南アジア大陸部などに波及している。18世紀にはマレー半島に起こったリアウ朝、ジョホール朝、スランゴール朝といった諸王朝を立ち上げている。
社会的には厳格な双系の階級社会制度となっており、王族、貴族、平民、奴隷が明確に区別された。血縁を重んじ、特に王族はスラウェシの天孫降臨神話を背景とした白い血を持っていると信じられており、その濃度によって社会的地位が取り決められた。